# 루치아 (담배)
루치아(Lucia)는 JTI코리아에서 2005년부터 2006년 초반까지 발매했었던 슬림 사이즈의 멘솔 담배이다. 5mg,1mg 두 종류가 출시되었으며 담배의 역한 냄새를 줄인 LSS(Less Small Smoke) 기술이 사용된 담배로써 궐련지에 감귤향이 첨가된 것이 특징이었다.

## 같이 보기
- 담배
- 흡연